# Мора, Майра
Майра Мора (латыш. Maira Mora) — латвийский дипломат.

## Биография
Окончила факультет иностранных языков Латвийского университета, там же получила ученую степень.
Продолжила образование в Женевском институте международных отношений и в Международном колледже исследований в области безопасности в Германии.
На дипломатической службе с 1992 года. Профессиональный дипломат с большим опытом работы в Министерстве иностранных дел Латвии. Занимала должность посла по особым поручениям.  Была советником Бюро госсекретаря, Европейским корреспондентом, а также членом экспертной комиссии по кризисному контролю при Бюро премьер-министра Латвии.
В 2000—2004 годах — посол Латвии в Литве. С 2004 по 2010 год — посол Латвии в Беларуси.
В 2010—2011 годах занимала пост руководителя отдела планирования политики МИД Латвии. Принимала участие в переговорах с Россией о выводе воинских частей, два года работала заместителем главы делегации Латвии в Организации по безопасности и сотрудничеству в Европе в Вене.
С 2011 по 2015 год была главой Представительства Евросоюза в Республике Беларусь. С 1 сентября 2016 года Майра Мора является Генеральным директором постоянного секретариата Совета государств Балтийского моря со штаб-квартирой в Стокгольме (Швеция).
Награждена командорским крестом орденом Великого князя Литовского Гядиминаса (2001), Большим командорским крестом 1-й степени Почётного знака «За заслуги перед Австрийской Республикой» (2006), высокими наградами Литвы и Австрии.
Наряду с родным латышским языком, Майра Мора свободно владеет английским, русским, французским, немецким, знает итальянский, белорусский и литовский языки. Занимается переводами на латышский язык.
Перевела книгу «Дипломатия» Генри Киссинджера (2001).